# Commodore Island
Commodore Island är en ö i Kanada.   Den ligger i territoriet Nunavut, i den östra delen av landet, 1 500 km norr om huvudstaden Ottawa. Arean är 11,0 kvadratkilometer.
Terrängen på Commodore Island är mycket platt. Öns högsta punkt är 30 meter över havet. Den sträcker sig 4,6 kilometer i nord-sydlig riktning, och 5,2 kilometer i öst-västlig riktning.
Trakten runt Commodore Island består i huvudsak av gräsmarker.